# Jenna Thompson
Jenna Thompson (* 20. April 1988) ist eine kanadische Springreiterin.

## Werdegang
Gemeinsam mit Eric Lamaze, Jill Henselwood und Chris Pratt ritt sie im August und September 2011 auf Turnieren in Europa, um die Chancen der kanadischen Mannschaft bei den Olympischen Spielen in London zu erhöhen.
Thompson trainiert bei Mario Deslauriers.

## Pferde
- Zeke; ehemals Zenus (* 1997), Oldenburger, Fuchswallach, Vater: Zeus, Muttervater: Grannus, Besitzer: Jenna Thompson
- Cathleen (* 2002), braune Hannoveranerstute, Vater: Contendro, Muttervater: For Joy, Besitzer: Jenna Thompson